# Класичний метод гіпотез
Класичний метод гіпотез (рос. классический метод гипотез, англ. classic hypotheses method, нім. klassische Hypothesenmethode f) — у широкому розумінні Класичний метод гіпотез — один із загальних підходів до розкриття внутрішніх законів спостережуваних явищ, побудови їхньої теорії.
При користуванні цим методом наукове розуміння досліджуваного об'єкта досягається побудовою відповідної йому моделі на основі припущень про внутрішню структуру об'єкта і форми зв'язків між його елементами. Таким чином, спостережувані явища розглядаються як результат дії цілком визначеного механізму причинно-наслідкових зв'язків.
Емпіричною базою методу гіпотез є результати відомих спеціальних та технологічних досліджень розглядуваного процесу. Цей метод передбачає розгляд фізичних процесів (субпроцесів) за схемою: вихідна експериментальна основа — формування наукового припущення (гіпотези) — виведення наслідків з цього припущення — перевірка наслідків (висновків) дослідами або шляхом порівняння їх з наявними даними, доведеними положеннями.
Підтверджені припущення складають наукові положення розглядуваного процесу.
За допомогою методу гіпотез побудовано такі важливі розділи сучасної фізики як теорія гравітації, квантова механіка. Крім того, є успішні спроби його застосування також у прикладних галузях